# فيليب سيمز
فيليب سيمز (بالإنجليزية: Phillip Sims)‏ هو لاعب كرة قدم كندية أمريكي، ولد في 15 أغسطس 1992 في تشيسابيك في الولايات المتحدة.